# Castello di Habsburg

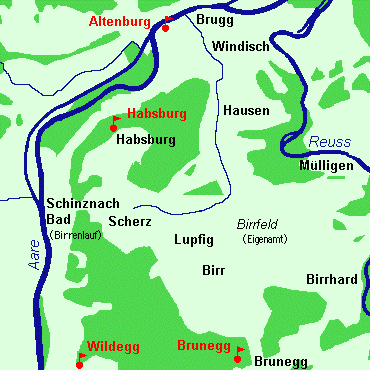
Posizione del castello di Habsburg

L'Habsburg o Habichtsburg (in tedesco "Rocca dell'Astore") è un castello situato nell'omonimo comune del cantone svizzero di Argovia, sulle sponde del fiume Aare, che ha dato il nome alla dinastia degli Asburgo (in tedesco, Habsburg, contrazione di Habichtsburg).

## Storia
Il castello venne fatto costruire intorno al 1020 da Radbod d'Asburgo, che lo elesse a residenza per lui e la sua prolifica famiglia, che più tardi divenne una delle famiglie più potenti d'Europa. La leggenda racconta che il conte avrebbe costruito la rocca senza mura, fossato e torri di difesa, confidando unicamente nella lealtà dei sudditi e dei soldati impiegati a difenderla.
Il poeta Karl Simrock (1802-1876) celebrò l'avvenimento scrivendo:
Sulla base di questo si voleva dimostrare che l'amore e la fedeltà sono la migliore difesa per un sovrano, tanto che questa idea caratterizzerà l'educazione dei giovani principi asburgici.
Gli Asburgo, dalla rocca, accumulando terre, privilegi e rispetto, arriveranno con Rodolfo I alla ribalta nell'Impero e, un secolo dopo, con Carlo V alla celebrazione mondiale. Nel 1415 persero il castello assieme a tutti i loro possedimenti nel Canton Argovia.